# Robby Sandrock
Robby Sandrock (Williams Lake, Britanska Kolumbija, 10. ožujka 1978.) kanadski je profesionalni hokejaš na ledu. Igra na poziciji desnog beka.

## Karijera
Od 1994./1996. godine igra za Spokane Chiefs, zatim za Swift Current Broncos, Medicine Hats, Kelowna Rockets, San Angelo Outlaws, Macon Whoopee, sve klubovi WHL-a  (Western Hockey League). 2001. godine odlazi u ECHL (East Coast Hockey League) gdje igra za Greensboro Generals i Johnstown Chiefs. U engleski EIHL (Elite Ice Hockey League) prelazi 2002. godine gdje s klubom Belfast Giants postaje prvak. Kvalitetnim igrama prinukao je pažnju brojnih klubova, pa je to iskoristio za prelazak u njemački DEL u klub Iserlohn Roosters. U DEL-u ostaje do 2008. godine. Igrao je još i za klubove Hannover Indians, EHC München, EHC Wolfsburg, te VSV Villach u EBEL-u. U pripremama za nadolazeću sezonu 2009./10. potpisao je ugovor s hrvatskim Medveščakom. U sezoni 2009./10. za zagrebačke Medvjede je prije ozbiljne povrede koljena odigrao 30 utakmica, postigao osam golova te ostvario 11 asistencija. Ipak, njegove ranije igre bile su dovoljne da produži ugovor s Medveščakom, potpisavši na 1 + 1 sezonu.

## Statistika karijere
Bilješka: OU = odigrane utakmice, G = gol, A = asistencija, Bod = bodovi, +/- = plus/minus, KM = kaznene minute, GV = gol s igračem više, GM = gol s igračem manje, GO = gol odluke
| 2009./10. | KHL Medveščak | EBEL | 24 | 8 | 15 | 23 | -9 | 44 | 4 | 0 | 2 |  |  |  |  |  |  |  |  |  |

## Privatni život
Robby je u bračnoj zajednici s Kari. Sandrock je u Zagreb, osim sa suprugom, došao i sa svojim psom po imenu Gizmo. Njegovog kućnog ljubimca, prigodno odjevenog u posebnoj klupskoj majici, obožavatelji Medveščaka mogli su upoznati 16. prosinca 2009. godine na druženju i klizanju s momčadi koje je bilo dio humanitarne akcije za udrugu "Hrabri medo", odnosno, njihov projekt "Dom daleko od doma".

## Vanjske poveznice
- Profil na The Internet Hockey Database
- Profil na Eurohockey.net